# Rhoptrocentrus
Rhoptrocentrus är ett släkte av steklar som beskrevs av Marshall 1897. Rhoptrocentrus ingår i familjen bracksteklar.
Kladogram enligt Catalogue of Life och Dyntaxa:
| Rhoptrocentrus | \| \| Rhoptrocentrus cleopatrae \| \| \| \| \| \| Rhoptrocentrus piceus \| \| \| \| \| \| Rhoptrocentrus yarramanensis \| \| \| \| |
|                | \| \| Rhoptrocentrus cleopatrae \| \| \| \| \| \| Rhoptrocentrus piceus \| \| \| \| \| \| Rhoptrocentrus yarramanensis \| \| \| \| |
|                | Rhoptrocentrus cleopatrae |
|                | |
|                | Rhoptrocentrus piceus |
|                | |
|                | Rhoptrocentrus yarramanensis |
|                | |